# Замок Фіві
Замок Фіві — замок у селі Фіві, поблизу Тюріфу в Абердінширі, Шотландія.

## Історія

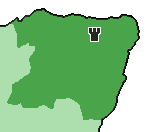
Розташування замку Фіві в Абердінширі

Найдавніші частини замку Фіві датуються 13 століттям — у деяких джерелах стверджується, що замок збудував 1211 року Вільгельм I Лев. Фіві був місцем суду просто неба, що проводився Робертом I Брюсом, та місцем де жив Карл I, коли був дитиною. Після битви при Оттерберні в 1390 році будівля перестала бути королівською фортецею, і нею один за одним володіло п'ять різних сімейств — Престони, Мелдруми, Сетони, Гордони та Лейти. Кожна з родин добудувала в замку нову вежу. Найстаріша з них — вежа Престонів (розташована з правого боку, якщо стояти обличчям до головного фасаду замку), датується приблизно 1390—1433 роками. Велична вежа Сетонів слугує входом, і була зведена в 1599 році Олександром Сетоном; Саме за наказом Сетона через декілька років були побудовані розкішні парадні сходи. Вежа Гордонів з'явилася в 1778 році, і вежа Лейтів у 1890 році.
Всередині замкової цитаделі є довгі гвинтові сходи, колекція оригінальної зброї та обладунків, а також зібрання портретів.
28 жовтня 1644 р. Манус О'Кахан і Монтроуз з успіхом відбили незначні напади Ковенантської армії на замок Фіві. Поле битви наразі досліджується задля ретельнішого опису та взяття під охорону організацією охорони історичних пам'яток Historic Scotland відповідно до шотландського екологічного законодавства від 2009 року.Згідно з вікторіанськими традиціями територія замку та найближче озеро Лох-Фіві були облаштовані у 19 столітті. Шотландський промисловець Олександр Лейт (пізніше барон Лейт Фіві) купив замок у 1885 році. Його продали Національному товариству охорони пам'яток Шотландії в 1984 році нащадки Лейта.
На сході є огороджений сад, у якому зараз вирощують шотландські культивовані фрукти. Окрім цього є інші сади, розташовані ближче до самого замку, на заході та півдні. Той що на заході з'явився на плані замкової території у 1768 році.

## Привиди
Як кажуть, замок (як і багато інших місць у Шотландії) наповнений привидами. Розповідають, що в 1920 році під час реконструкції, у стіні однієї зі спалень знайшли скелет жінки. У день, коли останки поховали на Фівському кладовищі, жителі замку стали страждати від дивних звуків та незрозумілих подій. Побоюючись, що він образив дух мертвої жінки, господар замку наказав викопати скелет і знову замурувати його у стіні спальні, після цього привид більше не турбував жителів Фіві. Кажуть, що в південно-західному кутку замку є таємна кімната, що має залишатися замкненою, інакше це накличе всі можливі біди й нещастя. Незрозуміло, чи це та сама кімната, в якій знайдено скелет. Крім того, у замку є кривава пляма, що не змивається, два привиди та декілька проклять.
Одне з проклять походить від пророчої пісні Томаса-Рифмача. Кажуть, що прокляття було якось пов'язане із загадковими трьома каменями, що плачуть. Відомо, що існує один такий камінь, і зберігається він у замку. Інші ж два не знайшли.

## У ЗМІ

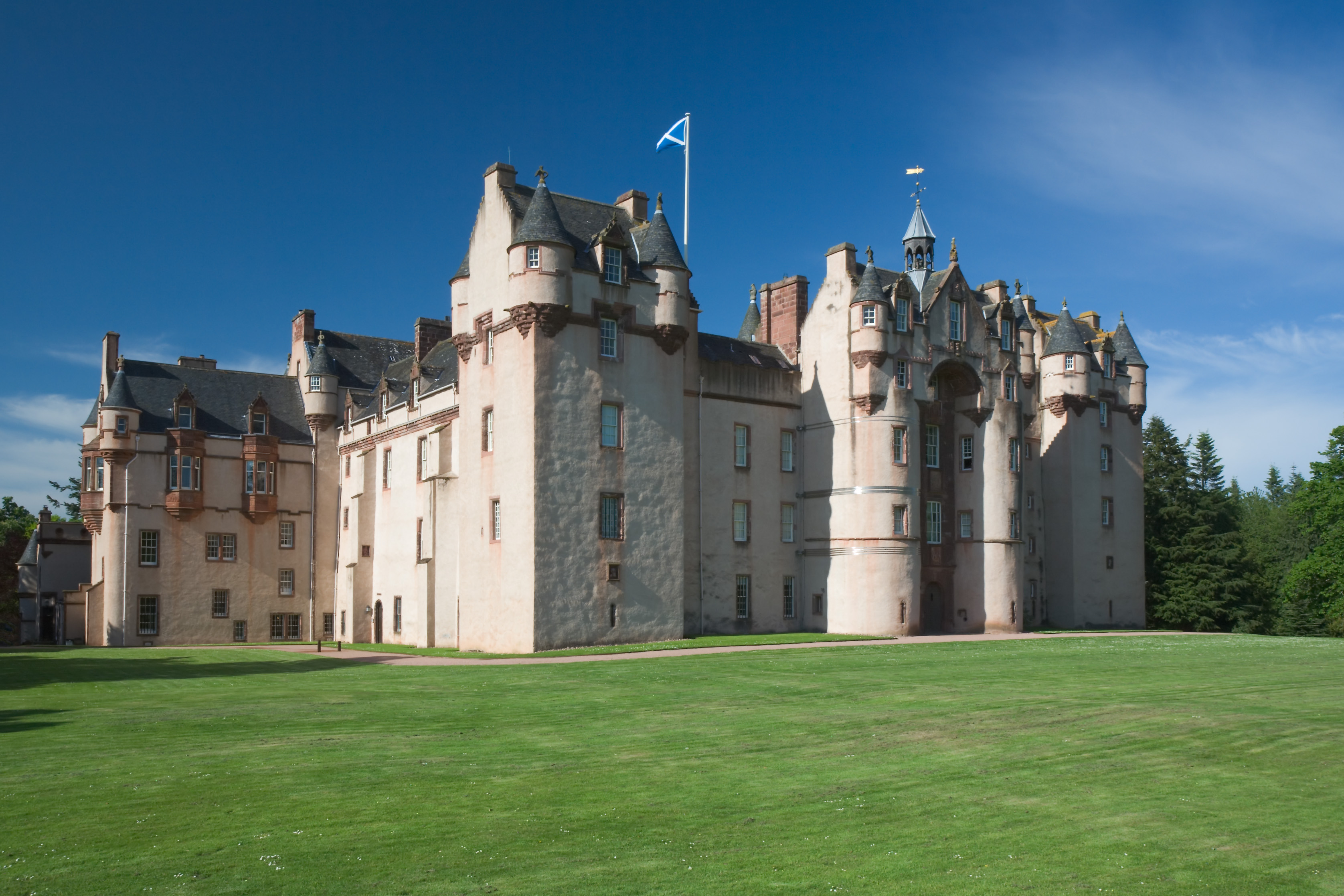
Вид збоку на замок

Замок Фіві представлений у ряді британських телевізійних програм, таких як The Most Haunted 6 сезон на телеканалі Living TV. та Замки Шотландії(Castles of Scotland) на каналі STV. У 2004 році замок також приймав дитячі ігри на телеканалі CBBC під назвою Spook Squad. У 2009 році був опублікований дитячий фентезі роман «Часовий майстер та тривоги відьом замку Фіві», написаний Деборою Леслі (Deborah Leslie). Замок також зображався у документальному фільмі на BBC, Castle Ghosts of Scotland, оповідачем якого був Роберт Гарді (Robert Hardy).
На замковій території проводили літній музичний фестиваль Fyvie Live, саме його в 2011 році відвідала Беверлі Найт(Beverley Knight), а в 2012 році — Софі Елліс-Бекстор(Sophie Ellis-Bextor), а через декілька років, в 2017, The Shires. Після реконструкції оголосили, що подія відбудеться знову 2018 року, і головним гостем стане Ward Thomas.
Нині замок відкритий для туристів упродовж літніх місяців.